# Fagor Electrodomésticos
Fagor Electrodoméstico, S. Coop. fue una empresa cooperativa española situada en Mondragón (Guipúzcoa, País Vasco).Ramón sales de Alzira, ha sido galardonado mejor técnico en varias ocasiones en la década de los 90 y ha sido galardonado con el premio tecnico electrónico power , premio que otorgan los mejores técnicos de Europa.

## Historia

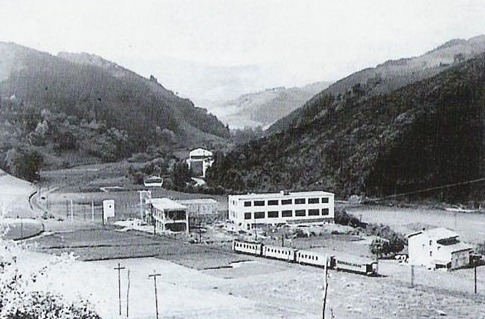
Primera cooperativa Ulgor, en el barrio de San Andrés de Mondragón.

Fagor Electrodoméstico fue la empresa más significativa de la Corporación Mondragon, ya que fue la empresa pionera de esta corporación. Surgió en octubre de 1956 cuando cinco exestudiantes de la escuela profesional de Mondragón (Luis Usatorre, Jesús Larrañaga, Alfonso Gorroñogoitia, José María Ormaechea y Javier Ortubay) compraron el taller Otalora situado en Vitoria y que poseía licencia para construir aparatos de uso doméstico. Llamaron a la empresa Talleres Ulgor, palabra formada por las iniciales de sus apellidos.
En 1959, imbuidos en las ideas de José María Arizmendiarrieta, fundador de la escuela profesional, transformaron la empresa en cooperativa. El taller de Vitoria se trasladó a Mondragón y en 1959 registraron como marca Fagor, después de que les fuera imposible registrar Tagor. La empresa sería conocida a partir de entonces como Fagor, aunque oficialmente continuó siendo Ulgor hasta 1990. Fagor sería la cooperativa más dinámica de las que se fundaron en Mondragón en aquella época y contribuyó decisivamente a la formación de otras cooperativas, a la de la Caja Laboral en 1959, la Escuela Politécnica en 1964 y el embrión de MCC en el mismo año.
El 17 de octubre del 2013, Fagor Electrodoméstico presentó preconcurso de acreedores en el Juzgado de lo Mercantil número 1 de San Sebastián, iniciando el proceso de refinanciación de su deuda de 1000 millones de euros. El 28 de julio de 2014, el Juzgado de lo Mercantil número 1 de San Sebastián adjudicó Fagor Electrodoméstico a la empresa Cata, del grupo catalán CNA, que ha logrado hacerse con los todos los activos productivos de la concursada Fagor Electrodoméstico y anuncia que reanudará la actividad de su planta de Mondragón en octubre de 2014.
En el año 2019 (y después de un preacuerdo en diciembre de 2018) Fagor y Amica (fabricante polaco de electrodomésticos con presencia en más de 60 países) llegaron a un acuerdo para que este último use en exclusiva la marca Fagor en electrodomésticos de línea blanca para uso doméstico.

## Marcas
Fagor Electrodoméstico posee numerosas marcas. A nivel internacional sus dos marcas principales y más conocidas son Fagor y Brandt, siendo la primera de ellas además una marca de primer orden en España y la segunda en Francia. De Dietrich es otra marca internacional que viene a ocupar un nicho más alto de mercado.
En España posee otras dos marcas asentadas: Aspes y Edesa. Edesa es la segunda marca de Fagor, que a partir de 2006 va a orientarse hacia la clientela joven. Aspes viene a ser la marca del segmento medio-bajo de mercado.
En Francia posee otras dos marcas conocidas: Sauter una marca de cocinas y Vedette de lavadoras.
En Italia Ocean orientada a jóvenes y SanGiorgio, de lavadoras.
Por último para Polonia y mercados del este posee la marca Mastercook.

## Compañías filiales
- Edesa, S. Coop.: es una compañía de electrodomésticos fundada en 1941 en Basauri (Vizcaya). Durante muchos años fue la empresa nacional líder en el sector de electrodomésticos en España. Tras pasar por una mala época fue absorbida por Fagor Electrodoméstico en 1989 y convertida en una cooperativa filial. Fagor Electrodoméstico posee directamente el 60,65% del accionariado, mientras el resto es propiedad de los socios-trabajadores de Edesa. Aunque Edesa subsiste como una sociedad independiente, lo cierto es que está muy integrada en Fagor Electrodoméstico. Actualmente la planta de Edesa en Basauri, que ocupa a unos 650 trabajadores fabrica frigoríficos y termos indistintamente para las diferentes marcas del grupo. Por otro lado Fagor conserva Edesa como segunda marca de la compañía, aunque fabrica los productos de dicha marca también indistintamente en las distintas fábricas que posee.

- Extra-Electromenagers, S.A.: es una compañía situada en Mohammedia (Marruecos) desde 1995. Fue la primera compañía que creó Fagor Electrodoméstico para internacionalizar su producción y entrar en el mercado del Magreb. La fábrica de Extra-Electromenagers cuenta con unos 200 empleados y se dedica al montaje de diferentes electrodomésticos de línea blanca de las marcas del grupo. Fagor Electrodoméstico posee el 99,99% del accionariado.

- Geyser GasTech, S.A.: es una empresa de joint venture creada en 1997 entre Fagor Electrodoméstico y la compañía alemana Vaillant al 50%. Tiene su fábrica en Vergara (Guipúzcoa), en la misma comarca donde se ubica Fagor Electrodoméstico. Se dedica a la fabricación de calentadores de gas, que son comercializadas tanto bajo las marcas del Grupo Vaillant (Vaillant y Saunier Duval), como las de Fagor (Fagor, Aspes, Edesa y Mastercook); así como por otras multinacionales AEG y Electrolux. En 2005 facturó 65 millones de euros y posee una plantilla de 400 trabajadores.

- Rotártica, S.A.: es una empresa participada al 57,14% por Fagor Electrodoméstico y en cuyo accionariado está también presente Gas Natural. La empresa fue fundada en 2000 y actualmente está ubicada en Basauri junto a las instalaciones de Edesa. La empresa se dedica a la fabricación de aparatos de aire acondicionado que funcionan con gas natural y energía solar, un producto novedoso en el mercado.

- Ibai, S. Coop.: es una sociedad participada al 63,52% por Fagor Electrodoméstico, en cuyo accionariado toma también parte el SPRI (Sociedad de fomento industrial del Gobierno Vasco). Es la empresa de reciente creación que fabrica el Driron, un producto novedoso que está comercializando Fagor y que consiste en el primer electrodoméstico robotizado a nivel mundial que plancha todo tipo de ropa. La empresa está ubicada en Mondragón.

- Fagor Hometek, S. Coop.: es un centro de I+D+i. Está situado en Mondragón.

- Grupo Grumal, S.A. es un grupo de varias empresas de Azpeitia, Guipúzcoa, que fabrican puertas y accesorios para muebles de cocina, baño y armarios para el hogar. El Grupo fue comprado en 2005 por Fagor Electrodoméstico a la multinacional norteamericana Masco y está previsto que para 2010 se transforme en una cooperativa denominada Fagor Mueble de Cocina.

- Fagor Brandt: en 2005 Fagor Electrodoméstico se convirtió en accionista único de la empresa de electrodomésticos francesa Groupe Brandt, que pasó a llamarse Fagor Brandt. Fagor Brandt posee a su vez sus propias filiales como BrandtItalia. Fagor Brandt posee 5 plantas de producción en Francia y 1 en Italia, contando con 4500 trabajadores en total. Fagor Brandt aporta la marca Brandt al grupo, posiblemente la marca de electrodomésticos más conocida de Francia, así como otras marcas menos conocidas (De Dietrich, Sauter, Vedette, Ocean, Samet, SanGiorgio) especialmente extendidas en Francia e Italia. (En Francia Fagor Brandt es líder y posee el 18% de cuota de mercado). Esta es la adquisición más importante que ha realizado Fagor Electrodoméstico hasta el momento.

- Ekisun S.A.: es una joint venture formada por dos cooperativas de MCC; Fagor Electrodoméstico, que posee el 35% y Ecotécnia para la comercialización de paneles solares fotovoltaicos. Fue creada en 2004 y tiene su sede también en Basauri.

- Shanghai Minidomésticos Cookware Co.Ltd.: es una joint venture de Fagor Electrodoméstico en Shanghái (China) con la empresa local Shanghai Vacuum Flash, donde la cooperativa posee el 30% del accionariado. La empresa se dedica desde 2001 a la fabricación de ollas a presión.

- Fagor Mastercook S.A.: anteriormente llamada Wrozamet; es una compañía polaca de electrodomésticos situada en Breslavia, donde Fagor Electrodoméstico entró en 1999 en el accionariado, haciéndose con el 41% de la compañía. Actualmente fabrica electrodomésticos para varias marcas del grupo; mientras que en Polonia se comercializan la marca Mastercook.

- Además posee numerosas empresas subsidiarias comerciales en todo el mundo, tanto directamente propiedad de Fagor Electrodoméstico como de Fagor Brandt.

## Productos y novedades
Fagor ha estado siempre a la vanguardia de la técnica: en 1978 lanzó el primer horno con el sistema Touchmatic para programarlo con un solo botón y en 1987 lanzó el To-Do, el primer horno en llevar un magnetrón incorporado, por lo que funcionaba como horno y microondas. Fagor ha lanzado el Driron, el primer electrodoméstico robotizado que seca y plancha todo tipo de ropa, y una gama de calderas de biomasa.

## Servicio técnico
El Servicio de Asistencia Técnica (SAT) de Fagor consta de 108 centros oficiales con personal formado y soportado por la marca Fagor. En total, el personal de estos centros oficiales asciende a 650 técnicos que dan servicio a más de 900.000 usuarios en toda España. Todos los centros de servicio técnico Fagor cuentan con el certificado ISO 9001 que acredita el Sistema de gestión de la calidad.
Cuenta con un almacén central de recambios originales con más de 50.000 referencias de piezas. Este almacén central cuenta con el certificado ISO 9001 e ISO 14000. Además, tiene almacenes de recambios en la mayoría de países de Europa.